# 巴拿馬鹿鼠屬
巴拿馬鹿鼠屬（学名：Isthmomys），哺乳綱、囓齒目、倉鼠科的一屬，而與巴拿馬鹿鼠屬（黃鹿鼠）同科的動物尚有鱗尾原鼠屬（鱗尾原鼠）、大長爪鼠屬（巴拉圭長爪鼠）、智利鼠屬（智利鼠）、漁鼠屬（特威德漁鼠）等之數種哺乳動物。

## 下属物种
本属包括以下物种：
- Isthmomys flavidus (Bangs, 1902)
- Isthmomys pirrensis (Goldman, 1912)